# خوسيه هيغوراس
خوسيه هيغوراس (بالإسبانية: José Higueras) (ولد في 28 فبراير 1953، في إسبانيا). هو لاعب كرة مضرب إسباني معتزل. أصبح مدرباً بعد اعتزاله وقد درب السويسري روجر فيدرير في عام 2008.

## روابط خارجية
- خوسيه هيغوراس على موقع رابطة محترفي التنس (الإنجليزية)
- خوسيه هيغوراس على موقع الاتحاد الدولي لكرة المضرب (الإنجليزية)
- خوسيه هيغوراس على موقع كأس ديفيز (الإنجليزية)
- خوسيه هيغوراس على موقع خلاصة التنس.كوم (الإنجليزية)
- صفحته الرسمية على موقع رابطة المحترفين